# Haemaphlebiella venata
Haemaphlebiella venata är en fjärilsart som beskrevs av Rothschild 1909. Haemaphlebiella venata ingår i släktet Haemaphlebiella och familjen björnspinnare. Inga underarter finns listade i Catalogue of Life.